# Antully
Antully – miejscowość i gmina we Francji, w regionie Burgundia-Franche-Comté, w departamencie Saona i Loara.
Według danych na rok 1990 gminę zamieszkiwało 877 osób, a gęstość zaludnienia wynosiła 24 osoby/km² (wśród 2044 gmin Burgundii Antully plasuje się na 267. miejscu pod względem liczby ludności, natomiast pod względem powierzchni na miejscu 99.).